# Fleet 50
Fleet 50 Freighter là một loại máy bay thông dụng của Canada, do hãng Fleet Aircraft thiết kế chế tạo.

## Tính năng kỹ chiến thuật (50K landplane)
Dữ liệu lấy từ The Illustrated Encyclopedia of Aircraft (Part Work 1982-1985), 1985, Orbis Publishing, Page 1817
Đặc điểm tổng quát
- Kíp lái: 2
- Sức chứa: 10 hành khách và hàng hóa
- Chiều dài: 36 ft 0 in (10.97 m)
- Sải cánh: 45 ft 0 in (13.72 m)
- Chiều cao: 13 ft 1 in (3.99 m)
- Diện tích cánh: 528 ft2 (49.05 m2)
- Trọng lượng rỗng: 4600 lb (2087 kg)
- Trọng lượng có tải: 8326 lb (3777 kg)
- Động cơ: 2 × Jacobs L-6MB, 330 hp (246 kW) mỗi chiếc

Hiệu suất bay
- Vận tốc cực đại: 150 mph (241 km/h)
- Tầm bay: 650 dặm (1046 km)
- Trần bay: 15,000 ft (4570 m)

Danh sách liên quan
- Danh sách máy bay trong Chiến tranh Thế giới II